# Coupe d'Angleterre de football 1952-1953
Navigation
Coupe d'Angleterre 1951-1952 Coupe d'Angleterre 1953-1954
La Coupe d'Angleterre de football 1952-1953 est la 72e édition de la Coupe d'Angleterre de football. 
Blackpool remporte sa première Coupe d'Angleterre de football au détriment de Bolton Wanderers sur le score de 4-3, au bout d'une finale jouée dans l'enceinte du stade de Wembley à Londres. La rencontre est connue comme The Matthews Final, en référence à Stanley Matthews, célèbre joueur anglais dont ce titre est le principal à son palmarès.

## Quarts de finale
| #      | Équipe 1          | Résultat | Équipe 2          | Date            |
| ------ | ----------------- | -------- | ----------------- | --------------- |
| 1      | Aston Villa       | 0–1      | Everton FC        | 28 février 1953 |
| 2      | Arsenal           | 1–2      | Blackpool FC      | 28 février 1953 |
| 3      | Gateshead FC      | 0–1      | Bolton Wanderers  | 28 février 1953 |
| 4      | Birmingham City   | 1–1      | Tottenham Hotspur | 28 février 1953 |
| Replay | Tottenham Hotspur | 2–2      | Birmingham City   | 4 mars 1953     |
| Replay | Birmingham City   | 0–1      | Tottenham Hotspur | 9 mars 1953     |

## Demi-finales
| 21 mars 1953 | Blackpool FC | 2–1 | Tottenham Hotspur | Villa Park, Birmingham |
| 15:00        |              |     |                   |                        |

| 21 mars 1953 | Bolton Wanderers | 4–3 | Everton FC | Maine Road, Manchester |
| 15:00        |                  |     |            |                        |

## Finale
| 2 May 1953 | Blackpool FC                      | 4 – 3 | Bolton Wanderers                   | Stade de Wembley, Londres                                   |                                                             |
|            | Mortensen 35e 68e 89e · Perry 92e |       | Lofthouse 2e · Moir 40e · Bell 55e | Spectateurs : 100 000 Arbitrage : B. M. Griffiths (Newport) | Spectateurs : 100 000 Arbitrage : B. M. Griffiths (Newport) |
|            | Rapport                           |       |                                    | Spectateurs : 100 000 Arbitrage : B. M. Griffiths (Newport) | Spectateurs : 100 000 Arbitrage : B. M. Griffiths (Newport) |

| Blackpool · | Bolton Wanderers |